# پیرکلاچاه
پیرکلاچاه، روستایی است از توابع بخش مرکزی شهرستان رشت در استان گیلان ایران.

## جمعیت
این روستا در دهستان حومه قرار دارد و براساس سرشماری مرکز آمار ایران در سال ۱۳۸۵، جمعیت آن ۱۴۲۷ نفر (۴۱۰خانوار) بوده‌است.